# Heidi Cullen
Heidi M. Cullen (Staten Island, ...) è una climatologa, scrittrice e docente statunitense.
È il direttore delle comunicazioni e delle iniziative strategiche presso l'MBARI, il Monterey Bay Aquarium Research Institute. Cullen è stata in precedenza il capo scienziato per l'organizzazione ambientale senza scopo di lucro, Climate Central, con sede a Princeton, nel New Jersey. Inoltre, è docente ospite presso la vicina Princeton University e autrice del libro The Weather of the Future. Esperta e commentatrice di questioni relative al cambiamento climatico e all'ambiente, è stata una opinionista presso il The Weather Channel ed è ricercatrice senior presso l'Università della Pennsylvania (Penn).

## Vita e carriera
Nata a Staten Island, nel distretto di New York, Heidi Cullen ha conseguito una laurea in ingegneria industriale e in ricerca operativa presso la Columbia University, seguita da un dottorato in climatologia e dinamica dell'atmosfera oceanica presso il Lamont-Doherty Earth Observatory sempre alla Columbia.
In seguito alle sue esperienze formative, Cullen ha lavorato presso il National Center for Atmospheric Research (NCAR), con sede a Boulder (Colorado). Mentre era lì, le è stata assegnata una borsa di studio dalla National Oceanic and Atmospheric Administration (NOAA) per tornare alla Columbia University dove ha lavorato presso l'International Research Institute for Climate and Society dell'Università. La borsa di studio le ha permesso di contribuire a un progetto che ha esaminato l'effetto del clima sulle risorse idriche in Brasile e Paraguay.
Dopo la sua borsa di studio, Cullen si è unita a The Weather Channel diventando il loro primo esperto di argomenti sui cambiamenti climatici. Nell'ottobre 2006 ha presentato in anteprima il suo programma di 30 minuti, The Climate Code. Nell'aprile dell'anno successivo, insieme a un programma a banda larga, The Climate Code avrebbe subito modifiche sulla durata e sul nome intitolandolo Forecast Earth; Cullen faceva parte degli autori di entrambi gli spettacoli. Nel novembre 2008 la NBC, la società madre di The Weather Channel, ha annullato il programma.
Dopo aver lasciato The Weather Channel, Cullen è diventata la capo climatologa dell'organizzazione no-profit Climate Central, dove pubblica resoconti sui temi climatici. Oltre alle sue responsabilità presso la Climate Central, tiene conferenze presso la vicina Princeton University ed è ricercatrice senior presso il Penn's Wharton Risk Management and Decision Processes Center. Nel 2010 è autrice del libro The Weather of the Future che offre una prospettiva di come potrebbero apparire diverse alcune località nell'anno 2050 sulla base delle attuali teorie sui modelli climatici. Ha anche ricoperto il ruolo di capo consulente scientifico per la serie Showtime, The Years of Living Dangerously. Attualmente è anche membro del Science Advisory Board per NOAA e fa parte del Consiglio della American Meteorological Society.

## Premi e riconoscimenti
- 2019 - Premio Friend of the Planet - National Center for Science Education[12]
- 2017 - Premio Rachel Carson - Audubon Society[13]
- 2008 - National Conservationist Award for Science - National Wildlife Federation[14]
- Editore associato - Weather, Climate, Society[15]
- Membro - American Geophysical Union[2]
- Membro - American Meteorological Society
- Membro - Society of Environmental Journalists[16]

## Pubblicazioni selezionate
- Matthew Barlow, Mathew Wheeler, Bradfield Lyons, Heidi Cullen, "Modulation of Daily Precipitation over Southwest Asia by the Madden-Julian Oscillation". Monthly Weather Review, Dicembre 2005.
- Michael H. Glantz, Heidi Cullen, "Zimbabwe's Food Crisis". Environment: Science and Policy for Sustainable Development, 2003.
- Matthew Barlow, Heidi Cullen, Bradfield Lyons, "Drought in Central and Southwest Asia: La Nina, the warm pool, and Indian Ocean precipitation". Journal of Climate, aprile 2002.
- M. Visbeck, Hurrell, L. Polvani, Heidi Cullen, "The North Atlantic Oscillation: Past, present, and future". Proceedings of the National Academy of Sciences of the United States of America. 6 novembre 2001. 98 (23): 12876–7. Bibcode:2001PNAS...9812876V. doi:10.1073/pnas.231391598. PMC 60791. PMID 11687629.
- Heidi Cullen, Peter B. deMenocal, Peter B. "North Atlantic Influence on Tigris-Euphrates Streamflow". International Journal of Climatology, 30 giugno 2000.
- Heidi Cullen, Peter B. deMenocal, S. Hemming, G. Hemming, "The Possible Role of Climate in the collapse of the Akkadian Empire: evidence from the deep sea". Geology, april 2000.
- Heidi Cullen, Roseanne D’Arrigo, Edward Cook, "Multiproxy reconstructions of the North Atlantic Oscillation" (PDF). Paleoceanography, febbraio 2001.
- Martin Visbeck, Heidi Cullen, Gerd Krahmann, Naomi Naik, "An ocean model's response to North Atlantic Oscillation-like wind forcing" (PDF). Geophysical Research Letters, 15 dicembre 1998.
- Gerard Bond, William Showers, Cheseby Maziet, Rusty Lotti, Peter Almasi, Peter deMenocal, Paul Priore, Heidi Cullen, Irka Hajdas, Bonani Georges, "A pervasive millennial-scale cycle in North Atlantic Holocene and glacial climates". Science, 15 dicembre 1998.
- What Weather Is the Fault of Climate Change? New York Times, 11 Marzo 2006.